# Ralph Lawrence Carr

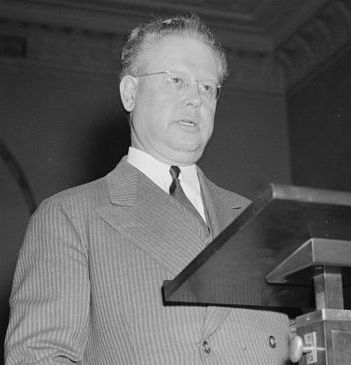
Ralph Lawrence Carr, 1940.

Ralph Lawrence Carr, född 11 december 1887 i Custer County, Colorado, död 22 september 1950 i Denver, Colorado, var en amerikansk republikansk politiker. Han var guvernör i delstaten Colorado 1939-1943.
Carr avlade juristexamen vid University of Colorado. Han arbetade sedan som advokat och som åklagare. Han efterträdde 1939 Teller Ammons som guvernör i Colorado.
Carr är känd för sitt försvar av amerikaner av japansk härkomst som internerades under andra världskriget. Ett interneringsläger anlades i närheten av Granada i delstaten Colorado. Guvernör Carr uppmuntrade till tolerans och yttrade i tydliga ordalag sin avsky inför sådant hat som har sin grund i rastillhörigheten.
Carr utmanande utan framgång den sittande senatorn Edwin C. Johnson i senatsvalet 1942. Han efterträddes 1943 som guvernör av John Charles Vivian.
Carr var frimurare och utövare av religionen Kristen Vetenskap. Han gravsattes på Fairmount Cemetery i Denver.